# Drool
Drool és una pel·lícula estatunidenca del 2009 dirigida per Nancy Kissam i protagonitzada per Laura Harring, Jill Marie Jones, Oded Fehr, Ashley Duggan Smith i Christopher Casa Nova. La pel·lícula aborda agressions sexuals, sexe adolescent, racisme, homofòbia, abús verbal i abús físic. És una pel·lícula que s'ha de veure amb "què no fer".

## Trama
Les protagonistes són Anora Fleece, una esposa infeliç amb Cheb i els seus dos fills, Tabby i Pete, que coneix una nova veïna Imogen Cochran, amb la que fa una bona amistat. El seu fill Pete, però la rebutja perquè és "negra"; Anora el bufeteja i Cheb trenca una ampolla de cervesa i l'amenaça. Simultàniament, la seva filla Tabby pateix un desengany amorós i ho paga amb la seva mare.
A la seva feina, Cheb ha de fer sexe oral al seu cap per tal de mantenir la feina. Quan torna a casa enxampa Anora i Imogen besant-se. Cec d'ira, agafa una pistola, però les dues dones li impedeixen disparar. En aquell moment, Pete i Tabby arriben a casa i veuen l'escena. Cheb dispara sense voler al cap de Pete. Anora fa un crit terrible, li pren la pistola i el mata de cinc trets.
Tots quatre (Imogen, Anora, Tabby i Pete) fugen discretament amb el cos del Cheb al maleter, però la relació de Tabby amb les dues adultes no millora. En el viatge coneixen la Kathy K, qui ha matat alguns dels seus marits i els ha enterrat al jardí. Allí Pete i Anora reconeixen haver patit abusos de Cheb. Tabby, tot i que mai li ha posat la ma al damunt, recorda que un cop un amic del seu pare la va grapejar i ell no va fer res. A casa de Kathy K maquillen Cheb com una drag queen i l'enterren. Després tots plegats es banyen a la platja.

## Repartiment
- Laura Harring - Anora Fleece
- Jill Marie Jones - Imogene Cochran
- Oded Fehr - Cheb Fleece
- Ashley Duggan Smith - Tabby Fleece
- Christopher Newhouse - Little Pete Fleece
- Rebecca Newman - Princess
- Dalton Alfortish - Denny
- Ruthie Austin - Kathy K
- James Dumont - Mr. Wilder
- Kerrell Antonio - Officer

## Recepció
La pel·lícula va rebre una puntuació favorable del 52% a Rotten Tomatoes. Va rebre els premis a la millor direcció, a la millor actriu i al a millor actriu secundària al FilmOut San Diego de 2010. També va rebre el premi del jurat al Festival de Cinema Gai i Lèsbic de Miami. També va rebre el premi Diversitat al Festival Internacional de Cinema Gai i Lèsbic de Barcelona